# شارل فيرولو
جان شارل غابرييل فيرولو (2 يوليو 1879 - 17 ديسمبر 1968) كان عالم آثار فرنسي، وأحد المنقبين في أوغاريت. وهو مؤلف كتاب «أسطورة المسيح» (1908) وكان من المدافعين عن نظرية أسطورة يسوع. كما ألف كتابي «الحضارة الفينيقية» (1933) و «الأساطير الفينيقية» (1938).

## مؤلفاته
- «الملحق الأول لقائمة برونو للعلامات المسمارية» (1903) (بالفرنسية: Premier supplément à la liste des signes cunéiformes de Brünnow)
- «دراسات في العرافة الكلدانية» (1904) (بالفرنسية: Études sur la divination chaldéenne)
- «علم التنجيم الكلداني: جزء بعنوان "إنوما (آنو إيل) بعل"» (1908) (بالفرنسية: L'Astrologie chaldéenne: le livre intitulé "Enuma (Anu ilu) Bel")
- «أسطورة المسيح» (1908) (بالفرنسية: légende du Christ)
- «علم التنجيم الكلداني: الملحق» (1909) (بالفرنسية: L'Astrologie chaldéenne: Supplement)
- «الحضارة الفينيقية» (1933) (بالفرنسية: La Civilisation phénicienne)
- «الأساطير الفينيقية» (1938) (بالفرنسية: La Mythologie phénicienne)

## للاستزادة
- Bibliography and overviews of his publications by several writers appeared in Syria: Revue d’art oriental et d’archéologie, 33 (1956).
- Dupont-Sommer, André, “Notice sur la vie et les travaux de M. Charles Virolleaud”, Comptes rendus de l'Académie des inscriptions et belles-lettres, (1969).
- ObituarIes by André Parrot, “Charles Virolleaud (1879-1968)”, Syria: Revue d’art oriental et d’archéologie, 46 (1969), pp. 390–391, and by Ernst Friedrich Weidner, "Charles Virolleaud (2. July 1879 bis 17. December 1968)", Archiv für Orientforschung, 24 (1973), pp. 245–246.